# 현서중학교
현서중학교(縣西中學校)는 대한민국 경상북도 청송군 현서면 덕계리에 있는 공립 중학교이다.

## 학교 연혁
- 1971년 4월 5일 : 중학교 설립 인가
- 1972년 3월 9일 : 현서중학교 개교 (9학급)
- 1974년 1월 16일 : 중학교 제1회 졸업식
- 1981년 4월 30일 : 병설 고등학교 설립 인가
- 1982년 5월 12일 : 현서고등학교 개교 (6학급)
- 2016년 3월 1일 : 현서고등학교와 안덕고등학교 통합 (교명 현서고등학교)
- 2017년 1월 20일 : 생활관, 풋살장, 테니스장 준공, 운동장 탄성포장, 교실 리모델링
- 2021년 2월 1일 : 다목적 강당 준공
- 2021년 2월 5일 : 중학교 제48회 12명(누계 3,426명) 졸업
- 2021년 2월 5일 : 고등학교 제37회 18명(누계 1,424명) 졸업
- 2021년 3월 2일 : 2021학년도 신입생 입학 (중학교 11명)
- 2021년 3월 2일 : 2021학년도 신입생 입학 (고등학교 19명)
- 2024년 3월 1일 : 제27대 김봉진 교장 취임

## 참고 자료
- 현서중학교 - 한국교육학술정보원 학교알리미